# Прус, Станислав Владимирович
Станисла́в Влади́мирович Прус (укр. Станіслав Володимирович Прус; 3 июля 2004, Капуловка) — украинский футболист, полузащитник клуба «Ворскла».

## Биография
Родился в селе Капуловка, на Днепропетровщине. С 2015 по 2017 год играл за «Электрометаллург-НЗФ» из родного Никопольского района в юношеском чемпионате области. В ДЮФЛУ с 2017 по 2020 год играл за УФК (Днепр) и запорожский «Металлург». Во второй половине сезона 2020/21 выступал за «Ворсклу» в юношеском и молодёжном чемпионатах Украины. Впервые в заявку главной команды полтавчан попал 11 декабря 2021 года в ничейном (1:1) выездном поединке 18-го тура Премьер-лиги Украины против «Львова». Станислав просидел на скамейке запасных все 90 минут.
На профессиональном уровне дебютировал за «Ворсклу-2», 10 августа 2024 года в победном (3:2) выездном поединке 1-го тура группы Б Второй лиги Украины против киевского «Локомотива». Прус вышел на поле в стартовом составе и отыграл весь матч, а на 66-й минуте получил жёлтую карточку. За первую команду полтавчан дебютировал 18 сентября 2024 года в проигранном (1:3) выездном поединке 4-го тура Премьер-лиги Украины против киевского «Динамо». Прус вышел на поле на 85-й минуте вместо Ивана Нестеренко.